# لورین لاندن
لورین لاندن (انگلیسی: Laurene Landon؛ زادهٔ ۱۷ مارس ۱۹۵۷) بازیگر اهل کانادا است.
از فیلم‌هایی که وی در آن نقش داشته‌است، می‌توان به پلیس سامورایی ۲: انتقام مرگبار، اسکوتر بوگی، هوندرا، آمبولانس و رانندگی اشاره کرد.